# Liste de militants wallons
La liste des militants wallons est une liste de personnes qui ont lutté sur le plan syndical, politique et culturel pour que la Wallonie devienne autonome dans un cadre fédéral, confédéral, pour une Wallonie indépendante ou pour sa réunion à la France ainsi que ceux qui se sont préoccupés de l'avenir de la culture française en Belgique et l'ont défendue avec la Wallonie (parfois en désirant que la Belgique demeure un État unitaire). Ils sont classés ici même par rapport à la fonction qui les définit le mieux. Et sur la base de ce qu'en dit - notamment mais pas exclusivement - l'Encyclopédie du Mouvement wallon.

## Définition de «Militant wallon»
Selon la définition de Paul Delforge dans l'introduction méthodologique de l'Encyclopédie du Mouvement wallon : 

« Sont considérés comme militants wallons tous ceux qui ont participé à l'affirmation politique de la Wallonie, de manière tangible, de près ou de loin, dans une organisation ou à titre individuel, par leurs discours, leurs écrits, leurs engagements ou leurs fonctions. Le Mouvement wallon est lui-même défini par l'ensemble des organisations et groupements dont le programme est centré sur l'émancipation politique de la Wallonie ; à ces associations s'ajoutent les partis politiques qui portent cette revendication sur le terrain électoral et contribuent à la concrétisation des objectifs des associations et des militants qui les ont précédés. Le Mouvement wallon est considéré dans ses composantes les plus larges : défenseurs du fédéralisme, du séparatisme, de la réunion à la France, de l'une ou l'autre forme de décentralisation ; les défenseurs de la langue et de la civilisation françaises se confondent avec les défenseurs d'une Wallonie considérée comme seule capable de redresser son économie et de préserver ses libertés. »

## Résistants fusillés, morts en camp de concentration ou assassinés après la guerre
- Paul Brancart tué par les Allemands au Rœulx le 1er septembre 1944, auteur de plus de 700 missions pour la Résistance armée.
- François Bovesse ancien ministre, ancien gouverneur de la Province de Namur assassiné par les rexistes
- Henri Bragard, écrivain, résistant et militant wallon de Malmedy mort en 1943 à Orianenburg
- Walter Burniat résistant assassiné
- Adelin Husson tué dans le Maquis de Banel le 18 juin 1944
- Julien Lahaut ancien résistant et homme politique wallon assassiné
- Marcel Ferauche décapité à Cologne
- Marcel Franckson, résistant armé décédé à Buchenwald en 1944
- Houbrechts, Vervaeren, Cerapana les trois résistants fusillés par la gendarmerie belge à la Fusillade de Grâce-Berleur
- Martin Gysselaer, fusillé dans les fossés de la citadelle de Liège.
- Jules Hiernaux ancien ministre, assassiné par les Rexistes en 1944
- Nestor Lambotte résistant assassiné
- René Legaux résistant assassiné
- Eugène Niquet industriel et résistant wallon décédé au camp de Siegburg
- Valère Passelecq résistant décapité
- Robert Thonon résistant décapité

## Anciens résistants
- Aimée Bologne-Lemaire ancienne résistante et féministe, militante de Wallonie libre dès les origines.
- Ernest Burnelle ancien résistant communiste et militant wallon, président national du Parti communiste belge
- Joseph Calozet académicien, ami de François Bovesse, écrivain de langue wallonne
- Arille Carlier, avocat, membre de l'Assemblée wallonne, résistant, membre de Wallonie libre dès les origines
- Marius Cohard, homme politique membre du Rassemblement wallon.
- Jean Coyette ancien résistant du Réseau Socrate
- Lucien Defays bourgmestre de Verviers
- Fernand Demany, ministre de la Résistance, fondateur et directeur du Front de l'indépendance
- Camille Fabry, résistant qui vit sa famille décimée
- Henri Glineur, député puis sénateur communiste, ancien bourgmestre de Roux, interné à Buchenwald
- Léon-Ernest Halkin résistant interné à Gross-Rosen, historien, professeur à l'Université de Liège, militant chrétien
- Léopold Levaux militant chrétien, résistant, fondateur de Rénovation wallonne
- Jacques Ochs, caricaturiste
- Jean Mal, jeune résistant parachuté dans le maquis de la Croix Scaille à plusieurs reprises, membre de Wallonie libre.
- André Schreurs, résistant armé, fondateur et responsable de « Jeune Wallonie », groupe de jeunes affilié au Front de l'Indépendance et à Wallonie libre, prisonnier politique
- Fernand Schreurs, résistant armé, croix de guerre, avocat défenseur bénévole des patriotes devant le Conseil de guerre, secrétaire général du Congrès national wallon
- Victor Van Michel, responsable de l'imprimerie clandestine qui remplaça celle de La Meuse clandestine
- Les fondateurs de Wallonie libre: Alfred Harcq et son épouse, Lucien Hiernaut, Max Roos, René Degand, Roger Foret, Arsène Debaede, Alfred Heine, Alfred Servotte, Marcel Semal, son épouse et son fils, Willy Semal, réunis sur le site de l'Aigle Blessé à Plancenoit durant la journée du 18 juin 1940 comme chaque année depuis les années 1930 pour lutter contre la politique de neutralité de la Belgique et pour l'alliance avec la France contre le Nazisme, jurent de ne se séparer que lorsque le sol wallon sera libéré et créent un réseau de presse clandestine, premier réseau de Résistance de Wallonie (D'après Marie-Françoise Gihousse, journaliste à L'Avenir, auteur d'un livre sur les mouvements de résistance pour l'Institut Jules Destrée).

## Ecclésiastiques
- Pierre Charles théologien, militant wallon et Jésuite
- Joseph Boly prêtre et écrivain wallon
- Jacques Leclercq professeur à l'UCL, théologien wallon, membre de Rénovation wallonne
- Jules Mahieu prêtre, fondateur de la Concentration wallonne
- Omer Englebert prêtre
- Nicolas Pietkin, prêtre et symbole de la résistance de la Wallonie malmédienne
- Albert Stévaux, ancien doyen de Charleroi

## Syndicalistes
- Joseph Bercy syndicaliste CSC ancien Président du Mouvement ouvrier chrétien de Charleroi
- Germain Capelleman ancien Président du Mouvement ouvrier chrétien de Charleroi
- Raymond Coumont ancien dirigeant de la Confédération des syndicats chrétiens wallonne
- Fernand Delmotte ancien ministre socialiste et syndicaliste FGTB et ancien Bourgmestre de Lessines
- Alfred Delourme, syndicaliste de la FGTB, président du Conseil économique wallon
- Isi Delvigne directeur de La Wallonie, syndicaliste et député
- Robert Dussart syndicaliste et parlementaire communiste
- Arthur Gailly syndicaliste de la FGTB
- André Genot, résistant et syndicaliste de la FGTB successeur d'André Renard à la tête du Mouvement populaire wallon
- Robert Gillon, Président de la Fédération liégeoise de la FGTB
- François Janssens ancien président national de la FGTB
- Robert Lambion Président de la Fédération liégeoise de la FGTB
- François Martou Président du Mouvement ouvrier chrétien (1988-2006)
- André Magnée syndicaliste de la CSC
- Charly Talbot ancien député RW et ancien syndicaliste FGTB
- André Renard syndicaliste, fondateur du Mouvement populaire wallon
- Willy Schugens, syndicaliste renardiste
- Georges Vandersmissen Président de la Fondation André Renard et du Conseil économique et social de la Région wallonne
- Jean-Claude Vandermeeren ancien patron de la FGTB wallonne
- José Verdin syndicaliste FGTB, dirigeant de la Fondation André Renard
- Jacques Yerna syndicaliste secrétaire de la FGTB de Liège-Huy-Waremme, l'un des moteurs du Front commun syndical réunissant syndicalistes chrétiens et socialistes

## Personnalités scientifiques et culturelles
- Zénon Bacq, médecin et prix Francqui
- Maurice Grevisse, grammairien belge francophone.
- Willy Bal, membre de l'Académie royale de langue et de littérature françaises de Belgique
- Julos Beaucarne, auteur, compositeur et interprète wallon
- Max Bastin, animateur culturel et scientifique du MOC, « inventeur » de l'éducation permanente
- Élie Baussart, fondateur de la revue La Terre wallonne
- André Blavier, écrivain de la Pataphysique
- Jules Bordet, médecin et prix Nobel
- Louis Boumal écrivain wallon
- Théophile Bovy, auteur de l'hymne national wallon Le Chant des Wallons
- Jacques Brassinne de La Buissière, politologue et chef de cabinet de nombreux ministres ; Président Institut Jules Destrée
- Achille Chavée, écrivain surréaliste
- Paul Collet, peintre et dessinateur
- Luc Courtois, historien
- Marion Coulon, pédagogue commandeur de l'ordre des Palmes académiques (France)
- Jean Dabin, juriste
- Laurent Dechesne, académicien, économiste et historien, professeur à l'université de Liège
- Nicolas Defrêcheux, écrivain de langue wallonne
- Louis Delattre, écrivain
- Marguerite Delchef, philologue, militante féministe
- Marie Delcourt helléniste de réputation internationale
- Conrad Detrez, écrivain prix Renaudot
- Jacques Dapoz, poète
- Guy Denis, écrivain
- Désiré Denuit, journaliste au journal Le Soir
- Philippe Destatte, historien
- Auguste Donnay, peintre
- Daniel Droixhe académicien, linguiste et chanteur de rock
- Jacques Dubois (professeur), membre du Groupe µ
- Francis Dumont, historien
- William Dunker, auteur, compositeur et interprète
- Francis Édeline, membre du Groupe µ
- Jules Feller, linguiste et académicien
- Marcel Florkin, biologiste et prix Francqui
- Guy Fontaine, journaliste
- José Fontaine, journaliste, fondateur de Toudi et de République
- Gérard Garitte, orientaliste prix Francqui
- Léopold Genicot, historien de l'UCL
- Luc-Francis Genicot, historien de l'UCL.
- Olympe Gilbart, échevin de Liège, ancien sénateur, professeur à l'université, rédacteur en chef de La Meuse (1918-1940)
- Émile Gilliard, écrivain de langue wallonne
- Vincent Goffart, journaliste
- Robert Goffin, écrivain
- Jean Haust, philologue, professeur à l'Ulg, auteur du plus important dictionnaires wallon
- Paul Harsin, historien liégeois et prix Francqui
- Thierry Haumont, écrivain, prix Victor-Rossel
- René Henoumont, écrivain
- Albert Henry, ancien PG, philologue qui écrivit l'ouvrage le plus documenté sur les mots « Wallonie » et « Wallons »[réf. souhaitée]
- Marcel Hicter, écrivain et grand commis de la politique culturelle
- Louis Hillier, compositeur du Chant des Wallons
- Georges Ista, écrivain de langue wallonne
- Raoul-Marc Jennar, altermondialiste
- Jean-Marie Klinkenberg, membre du Groupe µ
- Hubert Krains, écrivain
- Jean Lejeune (historien), historien, et écrivain de langue wallonne
- Rita Lejeune, historienne
- Georges Lemaître, physicien inventeur de l'hypothèse du Big Bang, prix Francqui
- Émile Lempereur; écrivain de langue wallonne
- Jean Louvet; écrivain et dramaturge, président du Mouvement du Manifeste Wallon
- Paul Meyer, cinéaste
- Nestor Miserez, journaliste
- Albert Mockel, écrivain
- Henri Mordant, journaliste à la RTBF et ancien président du Rassemblement wallon
- Roger Mounèje, fondateur de la revue Wallons-nous
- Jacques Nihoul, ingénieur, prix Francqui
- André Patris, journaliste à Vers l'Avenir et directeur de la Maison de la Francité
- Pierre Paulus, peintre, créateur du coq wallon (1913)
- Jean Pirotte, professeur émérite à l'UCL et directeur de la Fondation wallonne
- Charles Plisnier, écrivain prix Goncourt
- Michel Quévit Professeur honoraire à l'UCL
- Walter Ravez Fondateur du Royal Cabaret wallon de Tournai
- Louis Remacle, Prix Francqui, 1956
- Félix Rousseau historien wallon
- Lise Thiry chercheuse à l'Institut Pasteur
- Marcel Thiry poète wallon et sénateur RW
- Yvon Vandycke peintre wallon
- Marc Wilmet linguiste et grammairien Prix Francqui
- Maurice Wilmotte philologue

## Ministres sur le plan national et/ou wallon, Premiers Ministres belges, Membres de la Commission européenne
- Bernard Anselme ancien ministre-président wallon,ancien bourgmestre de Namur
- André Antoine, ministre centriste wallon
- André Baudson ancien ministre wallon PS
- Oscar Behogne ancien ministre social-chrétien des Travaux publics
- Pierre Bertrand ancien ministre RW et ancien échevin de Liège
- Philippe Busquin ancien ministre socialiste et membre de la Commission UE
- Alfred Califice syndicaliste CSC ancien ministre PSC
- Albert Cobut ancien président de la Fédération wallonne des étudiants de Louvain
- Robert Collignon ancien ministre-président du gouvernement wallon, ancien bourgmestre d'Amay
- André Cools ancien ministre, ancien bourgmestre de Flémalle
- André Damseaux ancien ministre et ancien ministre-président wallon, ancien bourgmestre de Verviers
- Jean Defraigne ancien ministre libéral, ancien membre de Wallonie libre
- Jean-Maurice Dehousse ancien ministre, ancien bourgmestre de Liège
- Fernand Dehousse ancien ministre PSB
- Georges Dejardin ancien ministre PSB
- Julien Delaite ancien ministre
- Rudy Demotte ancien ministre-président du gouvernement wallon, ancien bourgmestre de Flobecq,
- Jules Destrée ancien ministre POB, avocat et auteur de la lettre au roi Albert Ier (1912).
- Jean Duvieusart ancien premier ministre PSC
- Valmy Féaux ancien ministre, ancien gouverneur PS de la Province du Brabant wallon
- Jean Gol ancien ministre et vice-premier ministre PRLw
- Lucien Harmegnies ancien ministre PS et ancien bourgmestre de Charleroi
- Hervé Hasquin ancien ministre communautaire et bruxellois MR
- Ernest Glinne ancien ministre socialiste et ancien député européen PS
- José Happart ancien ministre PS, ancien bourgmestre de Fourons, ancien président du Parlement wallon et de Wallonie Région d'Europe
- Jacques Hoyaux ancien ministre PS, membre de Wallonie libre.
- Émile Jennissen ancien ministre de quelques jours, souvent écartés par le roi à ces fonctions en raison de ses convictions.
- Serge Kubla Bourgmestre MR de Waterloo et ancien ministre du Gouvernement wallon
- Edmond Leburton ancien premier ministre socialiste (le seul PM socialiste wallon), ancien bourgmestre de Waremme
- René Lefebvre ancien ministre et bourgmestre de Lamain
- Benoît Lutgen, ministre centriste wallon.
- Jean-Claude Marcourt, ministre socialiste wallon
- Jean-Joseph Merlot ancien ministre socialiste, ancien bourgmestre de Seraing
- Robert Moreau ancien ministre RW
- Guy Mathot ancien ministre PS, ancien bourgmestre de Seraing
- Louis Namèche ancien député et ancien ministre du Parti socialiste belge
- Lucien Outers ancien ministre FDF de 1977 à 1980.
- François Perin ancien ministre RW
- Jean Rey (homme politique) ancien ministre libéral et ancien Président de la Commission européenne
- Guy Spitaels ancien ministre et ancien ministre-président du gouvernement wallon, ancien bourgmestre d'Ath
- Jean Terfve ancien ministre communiste
- Freddy Terwagne ancien ministre socialiste
- Eliane Tillieux ministre socialiste wallonne.
- Michel Toussaint ancien ministre libéral
- Léon-Eli Troclet ancien ministre POB
- Jean-Claude Van Cauwenberghe ancien ministre-président du gouvernement wallon PS
- Alain Van der Biest ancien ministre socialiste wallon
- Yvan Ylieff ancien ministre PS

## Parlementaires (sur le plan européen, fédéral et/ou wallon)
- Jean Allard ancien sénateur et ancien secrétaire communal de Liège
- François Jules Alexandre André ancien sénateur coopté, ancien président du conseil provincial et député permanent du Hainaut
- Maurice Bayenet député wallon PS
- Augustin Bila ancien député RW
- Victor Barbeaux ancien député-bourgmestre PSC de Ciney
- Raymond Becquevort ancien député, ancien bourgmestre de Genval
- Jean Bodart député de Charleroi de la gauche chrétienne de 1932 à 1933 et de 1936 à 1939
- Georges Bohy député de Charleroi de 1936 à 1968, ancien ministre de 1962 à 1965
- Maurice Bologne ancien sénateur et ancien résistant RW
- Mathilde Boniface député du Rassemblement wallon
- René Bourgeois sénateur FDF
- René Branquart, député socialiste de Soignies, bourgmestre de Braine-le-Comte, ensuite sénateur
- Jacques Cerf ancien sénateur RW
- Jean-Joseph Chot sénateur de Dinant
- Christophe Collignon député wallon depuis le 6 juillet 2004.
- Émile Coulonvaux ancien sénateur libéral de Dinant
- Alfred Defuisseaux ancien député républicain de Frameries
- Léon Defuisseaux ancien député socialiste et républicain
- Albert Delpérée démographe, haut fonctionniare et ancien sénateur
- Maurice Denis (homme politique) ancien député de Liège
- René Drèze député libéral de Bruxelles
- Antoine Delfosse député de Liège du PSC, ancien ministre
- Jules Dufrane neveu de Bosquètia, député puis sénateur de Mons
- René de Dorlodot ancien sénateur et bourgmestre d'Acoz
- Étienne Duvieusart ancien député et sénateur du Rassemblement wallon
- Émile Dupont ancien sénateur Libéral
- Victor Ernest député socialiste de 1918 à 1940
- Paul Ficheroulle député wallon PS de Charleroi
- Joseph Fiévez militant du Mouvement ouvrier chrétien et député Rassemblement wallon
- Paul-Henry Gendebien ancien député RW et PSC
- Georges Glineur député communiste, résistant et auteur probable du Vive la République! du 11 août 1950
- José Happart, député européen, ancien ministre socialiste wallon de l'agriculture et Président du Parlement wallon
- Fernand Helguers syndicaliste député du Rassemblement wallon de 1971 à 1978
- Françoise Hermant ancienne sénatrice du Rassemblement wallon
- Georges Hubin ancien député socialiste, antifasciste notoire
- Jean-Émile Humblet ancien sénateur du Rassemblement populaire wallon, membre de Wallonie libre, président-fondateur du C.W.A.R.E.(2008).
- Franz Janssens Président libéral du Parlement wallon de la régionalisation provisoire (1974-1977)
- Milou Jeunehomme député, ancien président libéral de la Chambre
- André Lagneau ancien sénateur et ancien député, membre du Mouvement libéral wallon
- Paul Lannoye ancien député européen écologiste
- Jean Lausier ancien sénateur
- Pierre Leroy sénateur du Rassemblement wallon
- Jean Leclercq député de Tournai
- Jean-Pierre Levecq député de Mons
- Georges Lorand député libéral
- Alfred Magis ancien sénateur
- Georges Maes; ancien député du Rassemblement wallon
- Charles Magnette ancien sénateur libéral considéré comme l'un des initiateurs du mouvement wallon
- Fernand Massart ancien volontaire 1940-1945, ancien député et ancien sénateur PSB puis RW
- Philippe Monfils ancien député, ancien ministre, sénateur
- Charles Minet ancien sénateur, député
- Jean Mottard, participe à la démarche de l'Union démocratique belge, du Mouvement populaire wallon, député socialiste
- Hubert Rassart député puis sénateur socialiste membre du Collège exécutif de Wallonie
- Joseph Martel, député du Hainaut, préside l'assemblée des socialistes wallons durant la Grève générale de l'hiver 1960-1961
- Marcel Philippart député PSC, partisan d'un fédéralisme provincial et d'un Sénat partitaire
- Max Pastur député et sénateur catholique membre de l'Assemblée wallonne
- Louis Piérard homme politique socialiste, militant et écrivain wallon.
- Joseph-Maurice Remouchamps ancien sénateur ancien secrétaire de l'Assemblée wallonne
- Ignace Sinzot député catholique membre du premier groupe parlementaire wallon dans le Parti catholique (1933)
- Pierre Stroobants sénateur du Rassemblement wallon adhérant ensuite au PRLw
- Georges Truffaut (1901-1942) ancien député socialiste, combattant de la guerre 1940-1945 tué lors de manœuvres
- Robert Schréder ancien bourgmestre de Waha ancien sénateur du Rassemblement wallon
- Léon Troclet ancien député socialiste
- France Truffaut, sénatrice socialiste
- Paul Van Damme membre de Rénovation wallonne et député du Rassemblement wallon
- Charles Van Belle ancien sénateur socialiste
- François Van Belle ancien député socialiste wallon
- Jean Verstappen ancien sénateur communiste
- Yves de Wasseige économiste, ancien sénateur socialiste, ancien membre de la Cour d'arbitrage
- Jacques Wathelet ancien sénateur
- Edmond Yernaux ancien sénateur socialiste de Charleroi

## Gouverneurs de Province
- Maurice Brasseur gouverneur Province de Luxembourg (1965-1976)
- Pierre Clerdent gouverneur Province de Luxembourg (1946-1953), de la Province de Liège (1953-1971)
- Émile Cornez ancien gouverneur de la Province de Hainaut (1944-1966)
- Michel Foret actuel gouverneur de la Province de Liège (2004-)
- Robert Gruslin ancien gouverneur de la Province de Namur (1944-1966)
- Emile Lacroix ancien gouverneur de la Province de Namur. (1980-1987)
- Désiré Lamalle ancien gouverneur de la Province de Luxembourg.
- Jules Mathieu ancien gouverneur de la Province de Liège (1937-1943)
- Gilbert Mottard ancien gouverneur de la Province de Liège (1971-1990)

## Bourgmestres
- Jules d'Andrimont ancien bourgmestre de Liège
- Jules Bary ancien bourgmestre de Nivelles, ancien député
- Joseph Bologne ancien bourgmestre de Liège
- Paul Brien ancien bourgmestre de Charleroi
- Auguste Buisseret ancien ministre, ancien bourgmestre de Liège
- Émile Buisset ancien bourgmestre de Charleroi
- Jean-Louis Close ancien bourgmestre de Namur
- Léo Collard ancien ministre et ancien bourgmestre de Mons
- Fernand Cocq, bourgmestre d'Ixelles.
- Jean-Pol Demacq ancien échevin et bourgmestre de Charleroi
- Maurice Destenay ancien bourgmestre de Liège
- Jean Deterville ancien bourgmestre de Jumet
- Émile Devreux ancien bourgmestre de Charleroi
- Émile Digneffe ancien bourgmestre de Liège
- Andrée Fosséprez ancienne bourgmestre de Watermael-Boitsfort militante du Mouvement populaire wallon
- Léon Gérard ancien bourgmestre de Liège (1891-900)
- Claude Eerdekens ancien ministre, bourgmestre d'Andenne
- Ferdinand Fléchet ancien bourgmestre de Warsage
- Paul Gahide ancien bourgmestre de Callenelle
- Jean Goffart, ancien sénateur et ancien bourgmestre de Dinant
- Claude Hubaux ancien bourgmestre de Charleroi
- Léon Hurez ancien ministre, ancien bourgmestre de La Louvière
- Paul Gruselin ancien bourgmestre de Liège
- Gustave Kleyer ancien bourgmestre de Liège
- Serge Kubla ancien ministre, ancien bourgmestre de Waterloo
- Victor Maistriau ancien bourgmestre de Mons
- Joseph Martel député, bourgmestre d'Écaussinnes-Lalaing et de Braine-le-Comte
- René Noël ancien bourgmestre de Cuesmes homme politique communiste promoteur du Rassemblement des progressistes
- Xavier Neujean ancien bourgmestre de Liège
- Gérard-Octave Pinkers ancien bourgmestre de Charleroi
- Joseph Parée, bourgmestre de Fontaine-l'Évêque de 1953 à 1982.
- Fernand Pieltain bourgmestre de Namur
- Pierre Rouelle, ancien bourgmestre de La Hulpe et ancien député
- Léon Sasserath ancien bourgmestre de Dinant
- Joseph Tirou ancien bourgmestre de Charleroi
- Jean-Jacques Viseur, ancien bourgmestre de Charleroi.

## Industriels et chefs d'entreprises
- Edgard Frankignoul industriel wallon
- Étienne Knoops ancien ministre et ancien administrateur-délégué de la société de transformation de verre Mirox
- Edmond Leclercq, industriel de Charleroi, député de 1932 à 1947
- Jean Materne industriel namurois
- Robert Royer, directeur de la principale banque publique belge la CGER (rachetée dans les années 1990 par Fortis
- Georges Thone ancien directeur de la principale imprimerie wallonne

## Collaborateurs en 1914-1918 ou 1940-1945
- Pierre Hubermont; écrivain prolétarien wallon.

## Encore à classer
- Félix Oudenne
- Paul Pastur
- Jean Pirotte ancien président de Wallonie libre
- Pierre Dutron, journaliste, animateur de scène, Secrétaire National du R.P.W
- René Thône
- Jean Ulrici
- Léonie de Waha féministe, première présidente de l'Union des femmes de Wallonie
- Jean-Louis Xhonneux
- André Zumkir historien
- Raoul-Marc Jennar, journaliste
- Anatole Binet
- André Libert, homme politique et écrivain wallon, président actuel du Rassemblement Wallon, initiateur du pôle Wallon et l'Union pour la Wallonie.
- Jacques F.A. Dupont, président actuel de Wallonie Libre (depuis 1991), ancien résistant armé (vice-président du secteur 1 de l'A.S., démissionné), indépendantiste wallon.
- Diane Jacob, présidente d'honneur de Wallonie Libre, présente au Congrès Wallon de 1945.
- Geneviève Becquet, membre d'honneur de Wallonie Libre, ancienne présidente de l'Union Wallonne des Ecrivains et Artistes, épouse de Charles-François Becquet.
- Guy Vessié, membre du Mouvement Wallon pour le Retour à la France, rattachiste, professeur d'École Normale et poète wallon.
- Jean Rolland, membre de Wallonie libre, président-fondateur de l'Association des Campeurs et Caravaniers d'Ath et de Wallonie (A.C.C.A.W.), ancien conseiller communal.

## Militants wallons et hautes fonctions wallonnes, belges, européennes (1945-2007)
Les militants wallons occupent une place assez centrale dans la vie politique, économique et culturelle belge qu'il n'est cependant possible d'évaluer que pour quelques domaines. La période 1945-2007 est retenue puisque l'Encyclopédie du Mouvement wallon recense les militants qui ont eu à s'exprimer comme tels entre 1880 et 1980
- Premiers ministres de Belgique. Du 1er janvier 1945 au 1er janvier 2007, cinq Wallons[2]- dont deux militants wallons - exercèrent la fonction de Premier ministre belge : le social-chrétien Hubert Pierlot, le social-chrétien et militant wallon Jean Duvieusart, le social-chrétien Joseph Pholien, le social-chrétien Pierre Harmel, le socialiste et militant wallon Edmond Leburton
- Présidents de la Commission européenne: cette présidence fut exercée une seule fois par un Belge le libéral et militant wallon Jean Rey
- Ministres de l'intérieur belges: du 1er janvier 1945 au 1er janvier 2007, cette fonction fut exercée par vingt-six personnalités parmi lesquelles quatorze Wallons dont sept militants wallons: le socialiste et militant wallon Joseph Merlot, le libéral et militant wallon Auguste Buisseret, le social-chrétien et militant wallon Maurice Brasseur, le social-chrétien Charles Héger, le libéral et militant wallon René Lefebvre, le social-chrétien Pierre Harmel, le socialiste Édouard Close, le social-chrétien Charles Hanin, le social-chrétien Joseph Michel, le social-chrétien Georges Gramme, le socialiste et militant wallon Guy Mathot, le socialiste et militant wallon Philippe Busquin, le social- chrétien Charles-Ferdinand Nothomb, le libéral Antoine Duquesne
- Ministres-présidents wallons: cette fonction est exercée depuis 1981 et, jusqu'au 1er janvier 2007, le poste de ministre-président du gouvernement wallon a été occupé par neuf personnalités dont six militants wallons: le socialiste et militant wallon Jean-Maurice Dehousse, le libéral et militant wallon André Damseaux, le social-chrétien Melchior Wathelet, le socialiste Guy Coëme, le socialiste et militant wallon Bernard Anselme, le socialiste et militant wallon Guy Spitaels, le socialiste et militant wallon Robert Collignon, le socialiste Elio Di Rupo, le socialiste et militant wallon Jean-Claude Van Cauwenberghe
- Ministres-présidents de la Communauté française de Belgique. À partir de 1981, cette fonction fut exercée par sept personnes dont six Wallons dont quatre militants wallons: le socialiste bruxellois Philippe Moureaux, le libéral et militant wallon Philippe Monfils, le socialiste et militant wallon Valmy Féaux, le socialiste et militant wallon Bernard Anselme, la socialiste liégeoise Laurette Onkelinx, le libéral et militant wallon Hervé Hasquin, la Binchoise Marie Arena
- Bourgmestres de Liège. Du 1er janvier 1945 au 1er janvier 2007, cette fonction fut exercée par neuf personnes dont six militants wallons: le socialiste et militant wallon Joseph Bologne, le socialmiste et militant wallon Paul Gruselin, le libéral et militant wallon Auguste Buisseret, le libéral et militant wallon Maurice Destenay, le socialiste Charles Bailly, le socialiste Edouard Close, le socialiste Henri Schlitz, le socialiste et militant wallon Jean-Maurice Dehousse et le socialiste Willy Demeyer
- Bourgmestres de Charleroi. Du 1er janvier 1945 au 1er janvier 2007, cette fonction fut exercée par sept personnalités dont cinq militants wallons: le libéral et militant wallon Joseph Tirou, le libéral et militant wallon Gérard-Octave Pinkers, le socialiste et militant wallon Lucien Harmegnies, le socialiste et militant wallon Jean-Claude Van Cauwenberghe, le socialiste et militant wallon Jacques Van Gompel, le socialiste Léon Casaert, le social-chrétien Jean-Jacques Viseur.